# Lasha Parunashvili
Lasha Parunashvili (Tiflis, 14 de febrero de 1993) es un futbolista georgiano que juega en la demarcación de centrocampista para el FC Saburtalo Tbilisi de la Erovnuli Liga.

## Selección nacional
Tras jugar en las categorías inferiores de la selección, finalmente hizo su debut con la selección de fútbol de Georgia en un partido amistoso contra Uzbekistán que finalizó con un resultado de empate a dos tras los goles de Teimuraz Shonia y Saba Lobjanidze para Georgia, y un doblete de Eldor Shomurodov para Uzbekistán.

## Clubes
| Club                          | País      | Año       | Partidos | Goles |
| ----------------------------- | --------- | --------- | -------- | ----- |
| FC Saburtalo Tbilisi          | Georgia   | 2010      | 0        | 0     |
| FC Metalurgi Rustavi (cedido) | Georgia   | 2010      | 2        | 0     |
| SK Dinamo Tiflis              | Georgia   | 2011-2012 | 4        | 0     |
| SK Dinamo Tiflis II           | Georgia   | 2012-2013 | 24       | 7     |
| FC Sioni Bolnisi (cedido)     | Georgia   | 2013-2014 | 13       | 0     |
| FC Tskhinvali (cedido)        | Georgia   | 2014      | 14       | 2     |
| SK Dinamo Tiflis              | Georgia   | 2014-2016 | 86       | 3     |
| Esbjerg fB                    | Dinamarca | 2016-2022 | 147      | 5     |
| FC Saburtalo Tbilisi          | Georgia   | 2022-     | 16       | 0     |